# Hakan Günday

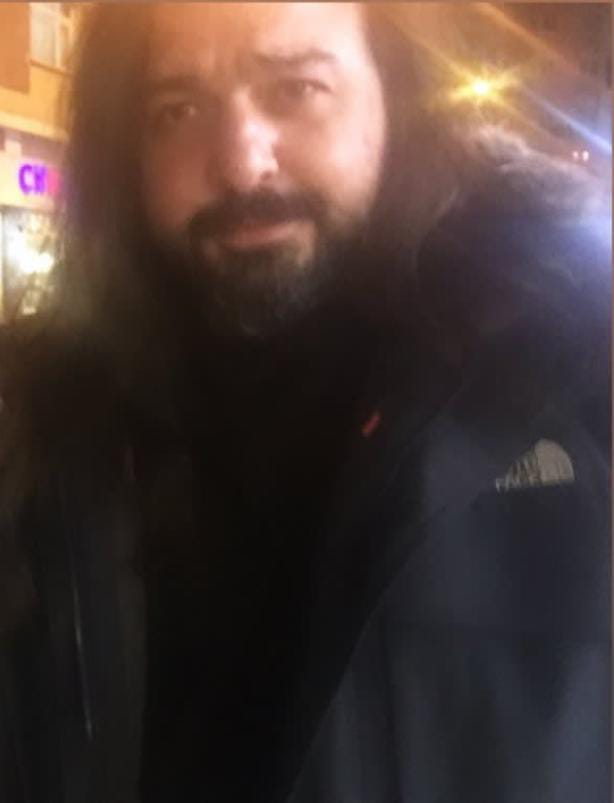
Hakan Günday

Hakan Günday (* 29. Mai 1976 in Rhodos, Griechenland)  ist ein türkischer Schriftsteller.

## Leben
Hakan Günday besuchte zunächst in Brüssel die Schule. Das Abitur machte er am „Tevfik Fikret  Liceum“ in Ankara. Er studierte Französisch an der Hacettepe-Universität in Ankara und in Belgien an der Université libre de Bruxelles, danach Politikwissenschaften an der Universität Ankara.
Sein erster Roman Kinyas ve Kayra kam im Jahr 2000 heraus.
Als Theaterautor arbeitet er mit der Gruppe DOT in Istanbul zusammen, die 2005 sein Stück Malafa realisierte. Sein Stück Mandrel wurde beim Istanbul Theatre Festival 2010 uraufgeführt.
Für Daha (franz. Encore) wurde Günday 2015 mit dem Prix Médicis étranger ausgezeichnet; 2022 bekam er zusammen mit seiner Übersetzerin Sabine Adatepe den Calwer Hermann-Hesse-Preis verliehen.

## Werke (Auswahl)
- Kinyas ve Kayra (2000)
- Zargana (2002)
- Piç (2003)
- Malafa (2005)
- Azil (2007)
- Ziyan (2009)
- Az (2011)
  - Extrem : Roman. Aus dem Türk. von Sabine Adatepe. München : btb 2014
- Daha (2013)
  - Flucht : Roman. München : btb 2016